# Acromantis siporana
Acromantis siporana är en bönsyrseart som beskrevs av Giglio-tos 1915. Acromantis siporana ingår i släktet Acromantis och familjen Hymenopodidae. Inga underarter finns listade i Catalogue of Life.